# Алан Парсонс
Алан Парсонс (англ. Alan Parsons; нар. 20 грудня 1948, Лондон, Велика Британія) — британський звукорежисер, гітарист, клавішник, вокаліст, композитор, автор текстів, продюсер.

## Біографія
1965 року Парсонс потрапив до фірми «ЕМІ», де працював пакувальником платівок, але незабаром заявив про себе як талановитий звукорежисер. У цій ролі він, наприклад, був асистентом під час запису альбому The Beatles Abbey Road. Пізніше своє вміння він використав також працюючи над кількома альбомами гурту Wings. Однак справжню славу приніс Парсонсу його внесок до появи альбому Pink Floyd «Dark Side Of The Moon», a також співпраця, як продюсера, з Ел Стюартом, Джоном Майлзом, Pilot, Cockney Rebel та Ambrosia.
Зацікавившись концептуальною музикою, у середині 1970-х років Парсонс утворив композиторсько-авторську спілку з піаністом та вокалістом Еріком Вулфсоном (Eric Woolfson), яка перетворилась на студійну формацію The Alan Parsons Project. Також до співпраці було запрошено сесійного аранжувальника Ендрю Пауелла (Andrew Powell), який був учнем Карлхайнца Штокгаузена та П'єра Болеза.
Дебютний альбом формації «Tales Of Mystery & Imagination» був музичною адаптацією творчості письменника Едгара Алана По. Він підготував ґрунт для наступних пропозицій The Alan Parsons Project, кожна з яких була присвячена єдиній темі, наприклад, науковій фантастиці («І Robot») чи містиці («Pyramid»).
Запрошуючи до участі у записах таких вокалістів, як Кріс Рейнбов (Chris Rainbow), Артур Браун (Arthur Brown), Колін Бланстон (Colin Blunstone), Стів Харлі (Steve Harley) з Cockney Rebel, Аллан Кларк (Allan Clarke) з The Hollies та Гері Брукер (Gary Brooker) з Procol Harum, а також багатьох відомих інструменталістів, наприклад, 
Єна Бейрсона (Ian Bairnson) — гітара та Дейва Пейтона (Dave Paton) — гітара, бас в Pilot (1986 року Пейтона замінив Лорі Коттл (Laurie Cottle)), Данкена Маккея (Duncan Mackay) — клавішні з Cockney Rebel (1984 року його замінив Річард Коттл (Richard Cottle)), Стюарта Тоша (Stuart Tosh) — ударні з 10cc (1979 року його замінив Стюарт Елліотт (Stuart Elliott)), Парсонс та Вулфсон створили вдалі, дещо навіть занадто стерильні за звучанням альбоми. Однак крім хіт-сингла «Eye In The Sky», який 1982 року потрапив до американського Тор 3, та однойменного альбому, що піднявся до сьомого місця у цій країні, жодне ні з попередніх, ні з наступних видань формації не займали такі високі позиції у США та Великій Британії (більш поталанило пропозиціям The Alan Parsons Project у Німеччині, де вони якщо не очолювали місцевий чарт, то часто гостювали у першій п'ятірці чи десятці).
1984 року музиканти The Alan Parsons Project — Бланстон, Бейрнсон, Пейтон та Елліотт разом з колишнім піаністом Camel Пітером Барденсом вирішили утворити подібний проект — гурт Keats. Проте, ледве записавши не досить вдалий єдиний альбом «Keats», гурт відразу розпався.
1990 року Вулфсон, зацікавившись Фрейдом, створив мюзикл «Freudiana», який також з'явився на однойменній платівці, що була записана за допомогою Парсонса, Майлза, Бейрнсона та Елліотта.
Однією з останніх пропозицій формації став концертний альбом «The Alan Parsons Live», який було записано під час одного з багатьох турне. Саме у цьому турне лідера супроводжували: Вейрнсон, Елліот, Пауелл — клавішні, Річард Коттл, Джеремі Мік (Jeremy Meek) — бас, вокал, Томпсон та Ґері Говард (Gary Howard) — вокал.

## Дискографія
- 1993: Try Anything Once
- 1996: On Air
- 1999: Time Machine
- 2004: A Valid Path

### The Alan Parsons Project
- 1976: Tales Of Mystery & Imagination
- 1977: I Robot
- 1978: Pyramid
- 1979: Eve
- 1980: The Turn Of A Friendly Card
- 1982: Eye In The Sky
- 1983: The Best Of Alan Parsons Project
- 1984: Ammonia Avenue
- 1984: Vulture Culture
- 1985: Stereotomy
- 1987: Gaud
- 1987: The Ultimate Collection
- 1988: Limelight — The Best Of The Alan Parsons Project Volume 2
- 1988: The Instrumental Works
- 1989: Pop Classics
- 1990: Alan Parsons Box Set
- 1991: Anthology
- 1994: Alan Parsons Live
- 1995: The Very Best Live
- 1997: Apollo
- 1997: The Definitive Collection
- 1999: Sound Check 2
- 1999: Master Hits — The Alan Parsons Project
- 1999: Alan Parsons Project — Greatest Hits Live
- 1999: Eye in the Sky
- 1999: Eye in the Sky — Encore Collection
- 2000: Alan Parsons Project — Gold Collection
- 2002: Works
- 2004: Ultimate
- 2004: Extended Versions: The iEncore Collection Live
- 2006: Days Are Numbers (3 CD Compilation)

### Алан Парсонс— Еріком Вулфсон
- 1990: Freudiana